# Muharrem Kasa
Muharrem Kasa (* 24. Januar 1977 in Istanbul) ist ein ehemaliger türkischer Fußballtorhüter.

## Karriere

### Verein
Kasa startete seine Vereinsfußballkarriere Anfang der 1990er Jahre beim Istanbuler Verein Bakırköyspor. Obwohl er hier nur einen Amateurvertrag besaß, wurde er im Frühjahr 1995 in den Profikader aufgenommen und gab während der Zweitligapartie vom 7. Mai 1995 gegen Istanbul Büyükşehir Belediyespor sein Profidebüt. Bis zum Saisonende absolvierte er eine weitere Zweitligapartie für seinen Verein. Nachdem er in der kommenden Saison regelmäßig eingesetzt worden war, erhielt er im Februar 1996 von seinem Verein einen Profivertrag. In seiner zweiten Spielzeit bei den Profis steigerte er seine Einsatzzahl auf neun Ligaspiele, ehe er in seiner dritten Saison Stammtorhüter wurde. 
Im Sommer 1997 wechselte er zum Stadt- und Ligarivalen Zeytinburnuspor. Hier erkämpfte er sich auf Anhieb den Stammtorhüterposten und wurde auch in die Türkische U-21-Nationalmannschaft berufen. Nach diesen Entwicklungen verpflichtete ihn der Erstligist Gaziantepspor. Bei diesem Verein konnte er sich gegen den Stammtorhüter Ömer Çatkıç nicht durchsetzen, kam aber in seiner ersten Saison auf insgesamt acht Pflichtspieleinsätze. In seiner zweiten Saison blieb er über die gesamte Saison ohne Pflichtspieleinsatz und hatte gegenüber Çatkıç, Hasan Okan Gültang und Saliou Diallo das Nachsehen. Er war aber Teil jener Mannschaft, die in der Saison 1999/2000 mit dem 3. Tabellenplatz die beste Erstligaplatzierung der Vereinsgeschichte erreichte und sich so das erste Mal für die europäischen Vereinswettbewerbe qualifizierte. Auch in der nächsten Saison erreichte Kasa ohne Spieleinsatz mit seinem Team den 3. Tabellenplatz. Hier erhielt man sich bis zum vorletzten Spieltag die Chance auf die Vizemeisterschaft und vergab sie erst am vorletzten Spieltag in einer Heimniederlage gegen den direkten Konkurrenten Galatasaray Istanbul.
Nach zwei einsatzlosen Spielzeiten für Gaziantepspor wurde Kaza im Sommer 2001 an den Zweitligisten Siirt Jet-Pa Spor ausgeliehen. Im Sommer 2002 kehrte er dann zu Gaziantepspor zurück und blieb eine weitere Saison als Ersatzkeeper im Kader. Zur Saison 2003 verließ er Gaziantepspor endgültig und heuerte beim Zweitligisten Türk Telekomspor an. Anschließend spielte er die nachfolgenden Jahre für diverse Zweit- und Drittligisten und beendete im Sommer 2008 seine Profikarriere.
Im Sommer 2012 gab er als Amateurspieler ein Comeback und heuerte beim Istanbuler Verein Damlaspor an. Nach einer halben Spielzeit wechselte er innerhalb der Liga zu Istanbul Bağcılar SK und spielte hier die Rückrunde der Spielzeit.

### Nationalmannschaft
Nach seinem Wechsel zum Sommer 1995 wurde Kasa im Februar 1995 das erste Mal für den Kader der Türkischen U-21-Nationalmannschaft nominiert und zählte ein Jahr lang zu den regelmäßig nominierten Spielern. In insgesamt neun Nominierungen kam er zu zwei Spieleinsätzen.

## Erfolge
- Mit Gaziantepspor:
  - Tabellendritter der Süper Lig (2): 1999/2000, 2000/01